# Деменка (Брянская область)
Деменка — село в Новозыбковском городском округе Брянской области.

## География
Находится в западной части Брянской области на расстоянии приблизительно 5 км на юго-запад по прямой от районного центра города Новозыбков.

## История
Основано в конце XVII века как старообрядческая слобода, на территории Топальской сотни Стародубского полка. В 1841 году упоминалось о наличии Введенской церкви (не сохранилась). В 1859 году учтено было 24 двора, в 1892 - 69. В XIX веке действовали бумажный и винокуренный заводы, спичечная фабрика. В середине XX века работал колхоз им. 8-го Марта. До 2019 года входило в Деменское сельское поселение как административный центр до его упразднения.

## Население
Численность населения: 211 человек (1859 год), 471 (1892), 294 человека в 2002 году (русские 95 %), 286 в 2010.

## Известные уроженцы
Иванченко Раиса Степановна (1921—2021) — советский и российский библиотечный и общественный деятель. Первый директор Централизованной библиотечной системы г. Йошкар-Олы Марий Эл (1976—1980). Заслуженный работник культуры Марийской АССР. Участница Великой Отечественной войны. Член КПСС. В 2005 году её имя включено в энциклопедию «Лучшие люди России».